# Список дипломатических миссий Гватемалы

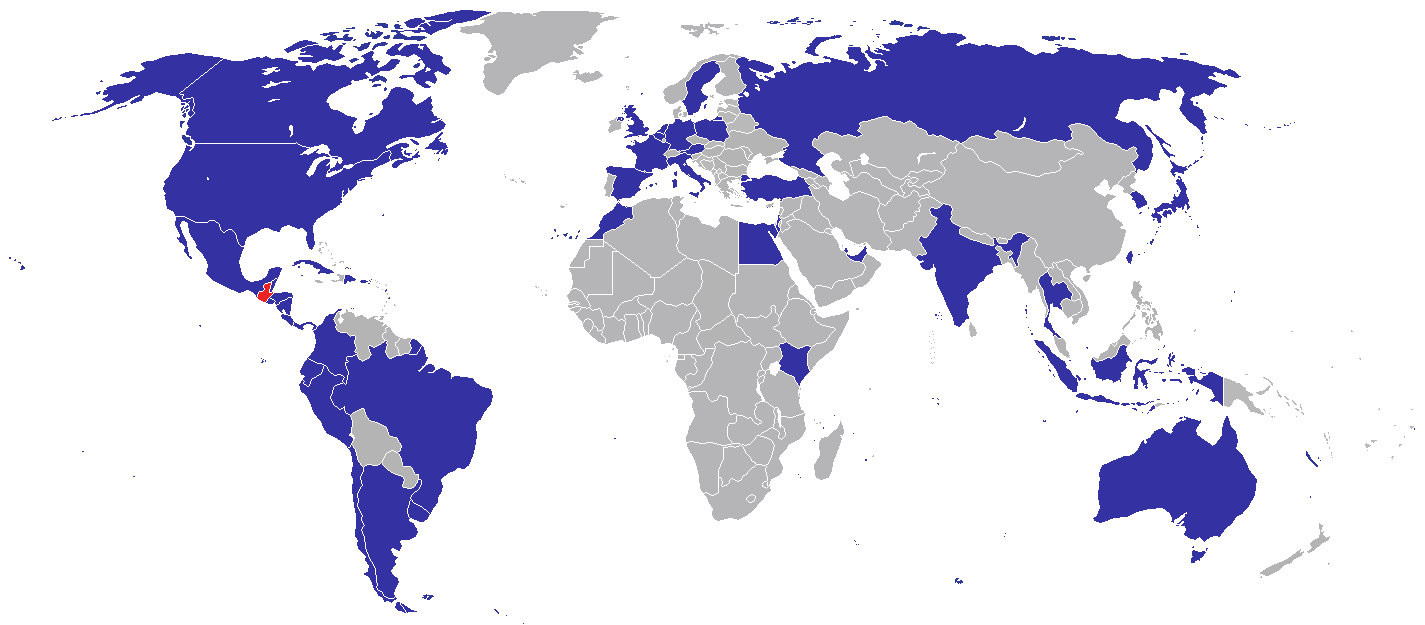

Список дипломатических миссий Гватемалы — дипломатические представительства Гватемалы сосредоточены преимущественно в странах Америки и Европы.

## Европа
- Австрия, Вена (посольство)
- Бельгия, Брюссель (посольство)
- Франция, Париж (посольство)
- Германия, Берлин (посольство)
- Ватикан (посольство)
- Италия, Рим (посольство)
- Нидерланды, Гаага (посольство)
- Норвегия, Осло (посольство)
- Россия, Москва (посольство)
- Испания, Мадрид (посольство)
- Швеция, Стокгольм (посольство)
- Великобритания, Лондон (посольство)

## Северная Америка
- Белиз, Бельмопан (посольство)
  - Бенке-Вьехо-де-Кармен (генеральное консульство)
- Канада, Оттава (посольство)
  - Монреаль (генеральное консульство)
- Коста-Рика, Сан-Хосе (посольство)
- Куба, Гавана (посольство)
- Доминиканская Республика, Санто-Доминго (посольство)
- Сальвадор, Сан-Сальвадор (посольство)
- Гондурас, Тегусигальпа (посольство)
  - Сан-Педро-Сула (консульство)
- Мексика, Мехико (посольство)
  - Тапачула (генеральное консульство)
  - Теносике (генеральное консульство)
  - Тихуана (генеральное консульство)
  - Веракрус (генеральное консульство)
  - Сьюдад-Идальго (консульство)
  - Комитан (консульство)
  - Акаюкан (консульство)
- Никарагуа, Манагуа (посольство)
- Панама (посольство)
- Тринидад и Тобаго, Порт-оф-Спейн (посольство)
- США, Вашингтон (посольство)
  - Атланта (генеральное консульство)
  - Чикаго (генеральное консульство)
  - Денвер (генеральное консульство)
  - Хьюстон (генеральное консульство)
  - Лос-Анджелес (генеральное консульство)
  - Майями (генеральное консульство)
  - Нью-Йорк (генеральное консульство)
  - Финикс (генеральное консульство)
  - Провиденс (генеральное консульство)
  - Сан-Франциско (генеральное консульство)

## Южная Америка
- Аргентина, Буэнос-Айрес (посольство)
- Бразилия, Бразилиа (посольство)
- Чили, Сантьяго (посольство)
- Колумбия, Богота (посольство)
- Эквадор, Кито (посольство)
- Перу, Лима (посольство)
- Уругвай, Монтевидео (посольство)
- Венесуэла, Каракас (посольство)

## Африка
- Египет, Каир (посольство)

## Азия
- Израиль, Тель-Авив (посольство)
- Япония, Токио (посольство)
- Республика Корея, Сеул (посольство)
- Тайвань, Тайбэй (посольство)
- Таиланд, Бангкок (посольство)

## Международные организации
- - Брюссель (миссия при ЕС)
  - Женева (постоянное представительство при учреждениях ООН)
  - Нью-Йорк (постоянное представительство при ООН)
  - Париж (постоянное представительство при ЮНЕСКО)
  - Рим (постоянное представительство при ФАО)
  - Вашингтон (постоянное представительство при ОАГ)